# 徐師曾
徐師曾（1517年—1580年），字伯魯，號魯菴，直隸蘇州府吳江縣人，民籍，明朝政治人物。

## 生平
嘉靖二十五年（1546年）丙午應天府鄉試第一百十一名舉人。嘉靖二十六年丁未科會試第二十二名，因父母年老，未殿试，父亲去世后，嘉靖三十二年（1553年）中式癸丑科會試第二十二名，二甲第七十七名進士。改翰林院庶吉士，三十四年十月授兵科给事中，丁母忧归。起复补吏科，四十年闰五月升兵科右，十月升刑科左。引病归乡。萬曆初，以薦起禮科，固辭不赴。晚年撰《禮記集注》，至今通行，又重修《吳江志》，號為良史，卒年六十四。

## 家族
曾祖徐達；祖父徐縉，縣主簿；父徐朝，醫學訓科。嫡母王氏；生母凌氏。弟徐师程。子徐孺。